# Richland (Texas)
Richland è una città degli Stati Uniti d'America, situata nello Stato del Texas, nella Contea di Navarro.